# 鳞辉尾蜂鸟
鳞辉尾蜂鸟（学名：Metallura aeneocauda），是雨燕目蜂鸟科的一种鸟类。
鳞辉尾蜂鸟体重约5.2克，翼长约58.5毫米，嘴峰长约19毫米，喙宽度约1.9毫米，喙厚度约2.1毫米，跗蹠长约4.9毫米，尾长约40.5毫米。鳞辉尾蜂鸟在其分布区内为留鸟，其栖息在密集的高大树木组成的森林中，食性为草食性，主要食物来源是植物的花蜜。

## 亚种
- ：分布于秘鲁东南部库斯科省和普诺大区至玻利维亚西北部拉巴斯省的安第斯山脉地区。
- ：分布于玻利维亚科恰班巴省和圣克鲁斯省西部的永加斯。[4]